# Akapala astriaticeps
Akapala astriaticeps är en stekelart som först beskrevs av Girault 1934.  Akapala astriaticeps ingår i släktet Akapala och familjen Eucharitidae. Inga underarter finns listade i Catalogue of Life.